# Pryšcovité
Pryšcovité (Euphorbiaceae) je čeleď vyšších dvouděložných rostlin z řádu malpígiotvaré (Malpighiales). Je to velká a velmi různorodá čeleď. Náležejí do ní byliny, dřeviny, liány i sukulenty. Listy jsou jednoduché nebo dlanitě složené. Květy bývají drobné a nenápadné. Čeleď zahrnuje téměř 6000 druhů ve 218 rodech a je celosvětově rozšířena s těžištěm v tropech. V České republice je zastoupena rody pryšec a bažanka. Význam je mnohostranný, nejdůležitější plodinou z této čeledi je maniok. Taxonomické pojetí čeledi prošlo v systému APG změnami a bylo z ní vyčleněno celkem 6 samostatných čeledí: smuteňovité (Phyllanthaceae), Picrodendraceae, Putranjivaceae, Peraceae, Pandaceae a Centroplacaceae.

## Evoluce
Fosilie zástupců této skupiny byly objeveny již v usazeninách druhohorního stáří, například ve vulkanických sedimentech Dekkánských trapů z konce období křídy (stáří asi 70 až 66 milionů let).

## Popis
Byliny, keře, stromy i liány se vstřícnými nebo střídavými, jednoduchými nebo dlanitě složenými listy, většinou s patrnými palisty. Čepel je celistvá nebo dlanitě laločnatá. Na bázi čepele nebo řapících jsou často žlázky. U zástupců rostoucích v suchých oblastech mohou být listy redukované a jejich asimilační funkci přebírá stonek. Mnozí zástupci mají ve stoncích mléčnou nebo čirou, povětšině jedovatou šťávu. Odění je složeno z jednoduchých, větvených nebo hvězdovitých či šupinovitých chlupů. Květenství jsou úžlabní nebo vrcholová, někdy redukovaná až na útvar připomínající jediný květ, tzv. cyathium. U některých zástupců (např. Dalechampia) jsou květenství podepřena nápadně zbarvenými listeny. Květy jsou obvykle pravidelné, jednopohlavné, ve většině případů nenápadné. Kalich je nejčastěji z 5 nebo 6 lístků. Korunních lístků je 5 až 6 nebo často koruna zcela chybí. Počet tyčinek v samčích květech je velmi různý od 1 až po velmi mnoho, nejčastěji 5 až 15. Semeník v samičích květech je svrchní, z 1 až 20 (nejčastěji ze 3) srostlých plodolistů. Čnělky jsou obvykle 3. Plodem je nejčastěji poltivý plod (schizokarp) rozpadající se na samostatné plůdky (merikarpia), řidčeji bobule nebo peckovice. Endosperm je většinou bohatý, olejnatý, nezřídka obsahuje jedovaté proteiny.

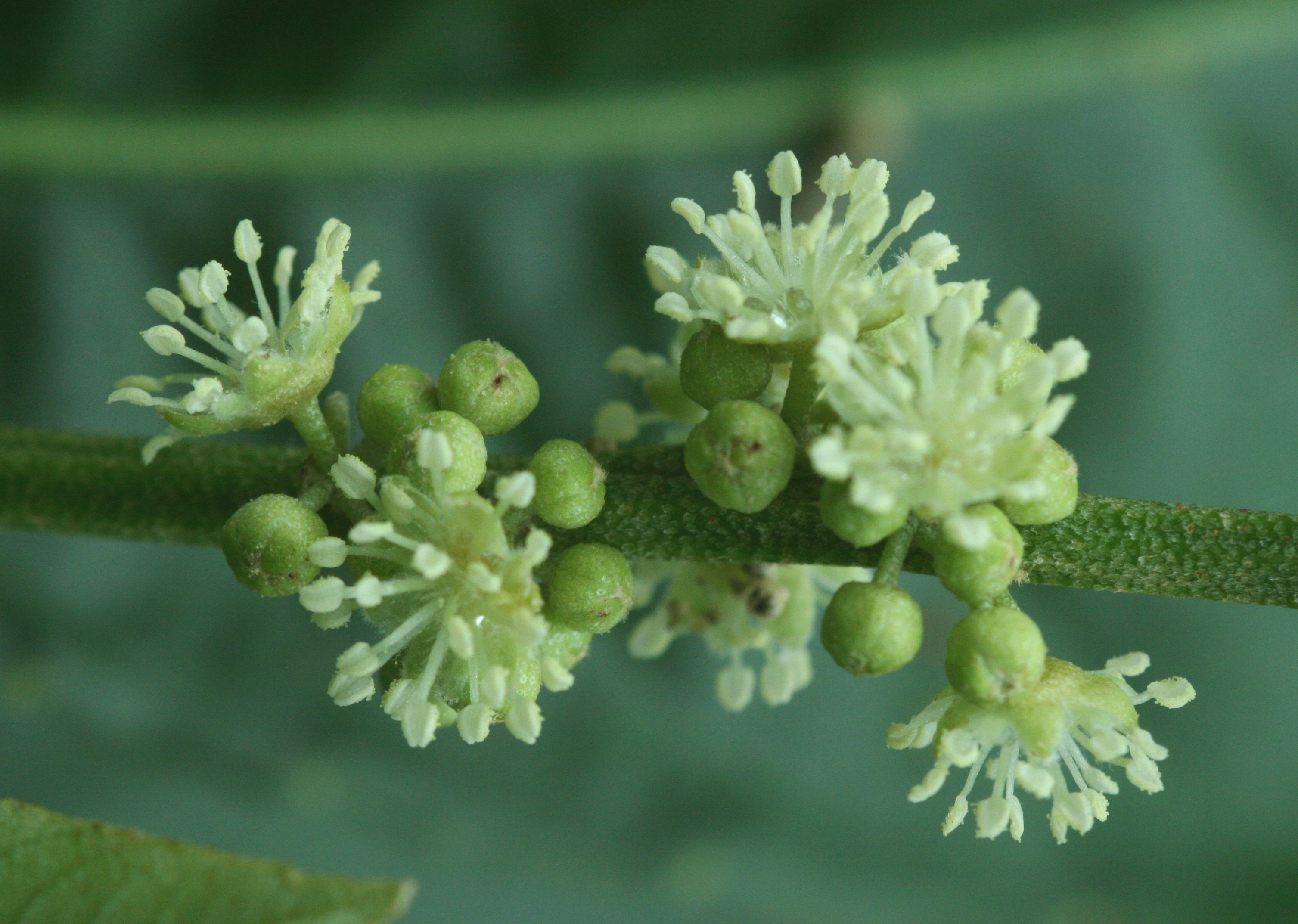
Croton pullei
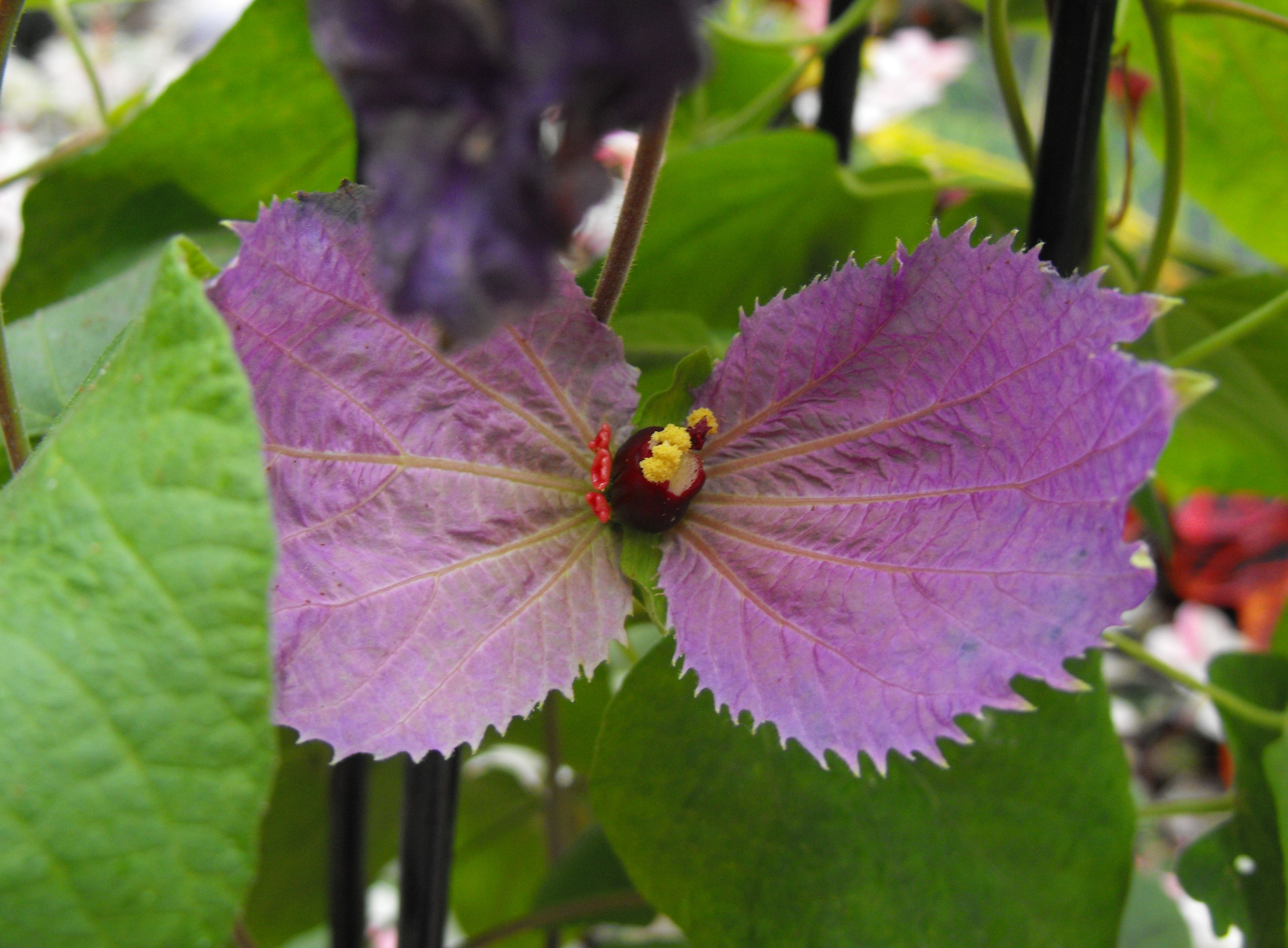
Dalechampie Dalechampia aristolochiifolia
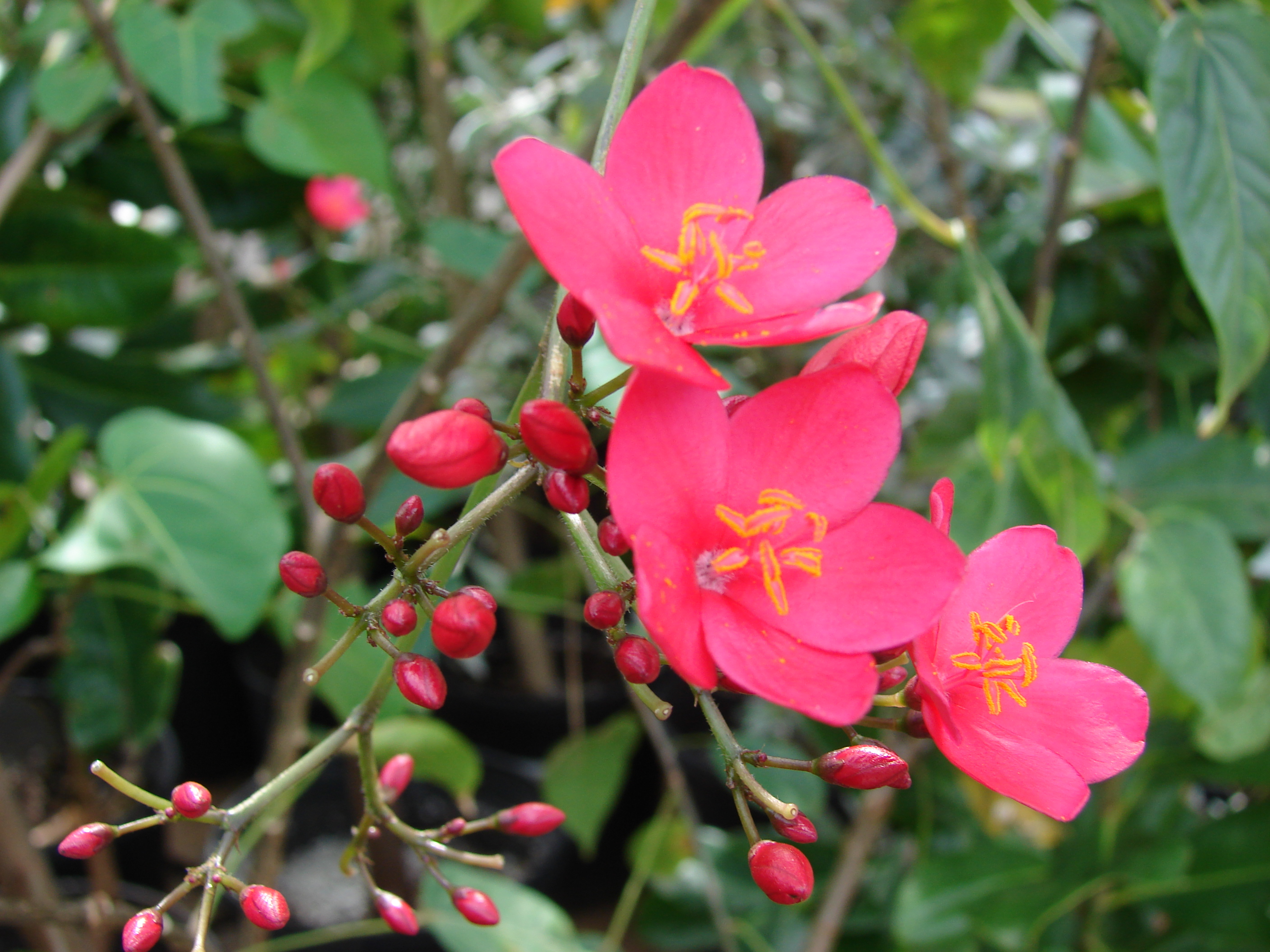
Dávivec Jatropha integerrima
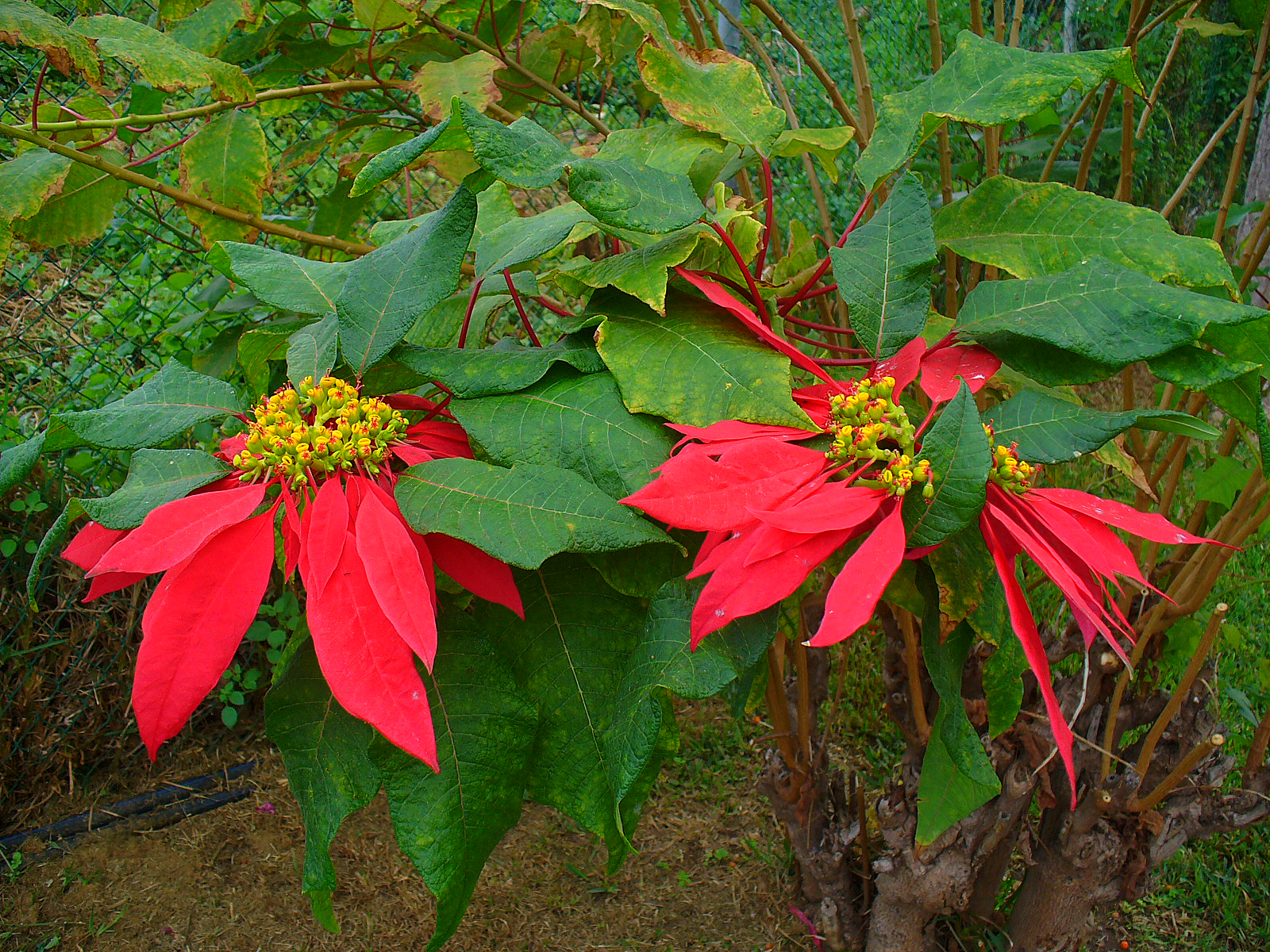
Euphorbia pulcherrima, pryšec nádherný
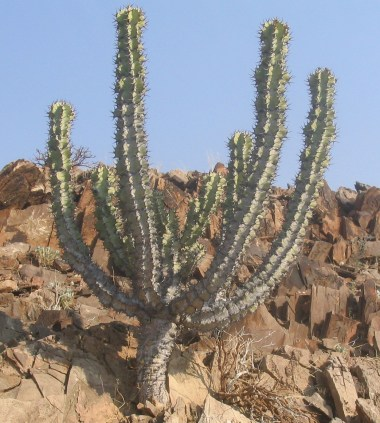
Pryšec Euphorbia virosa

## Rozšíření
Čeleď zahrnuje téměř 6000 druhů v asi 218 rodech. Rozšíření je celosvětové, největší druhová diversita je v tropech, kde jsou pryšcovité bohatě zastoupeny v sezónně vlhkých lesích i suchých oblastech stejně jako v deštných pralesích.
Na území ČR jsou zastoupeny 2 rody: pryšec (Euphorbia) a bažanka (Mercurialis). V zahradách je pěstován skočec obecný (Ricinus communis).

## Ekologické interakce
Opylování probíhá převážně hmyzem nebo větrem, méně často ptáky nebo netopýry. Šíření semen je u mnohých druhů zajištěno explozí zralých plodů. Bobule, peckovice a semena s míškem jsou šířena především ptáky. Rostliny jsou chráněny před býložravci obsahem jedovatých alkaloidů nebo terpenoidů.

## Taxonomie
V dřívějších systémech byla čeleď pryšcovité nejčastěji řazena do řádu pryšcotvaré (Euphorbiales) a byla pojata široce.
S nástupem molekulárních metod a v průběhu aktualizací systému APG byla tato čeleď shledána parafyletickou a bylo z ní vyčleněno několik nových čeledí: Phyllanthaceae (59 rodů), Picrodendraceae (24 rodů), Putranjivaceae (3 rody), Peraceae (5 rodů), Pandaceae (3 rody) a Centroplacaceae (2 rody).
V současném pojetí je členěna na 4 podčeledi: Cheilosioideae, Acalyphoideae, Crotonoideae a Euphorbioideae.

## Zástupci
- alchornea (Alchornea)
- bažanka (Mercurialis)
- dalechampie (Dalechampia)
- dávivec (Jatropha)
- excekarie (Excoecaria)
- garcie (Garcia)
- hura (Hura)
- kaperonie (Caperonia)
- kaučukovník (Hevea)
- kodieum (Codiaeum)
- kožokvět (Triadica)
- kroton (Croton)
- mabea (Mabea)
- makaranga (Macaranga)
- mancinela (Hippomane)
- maniok (Manihot)
- maprunea (Maprounea)
- ošarka (Mallotus)
- palnice (Acalypha)
- petlinka (Tragia)
- prhloun (Cnidoscolus)
- pryšec (Euphorbia)
- pryška (Chamaesyce, syn. Euphorbia)
- pupkovka (Omphalea)
- lojovník (Sapium), též sapium
- skočec (Ricinus)
- stilingie (Stillingia)
- tungovník (Aleurites)
- vratisluň (Chrozophora)[3][4][5][6]

## Význam
Nejdůležitější plodinou z čeledi pryšcovité je maniok jedlý (Manihot esculenta), poskytující škrobnaté hlízy. Mnohé druhy jsou pěstovány pro olej ze semen, zvláště rody Cariodendron a skočec (Ricinus). V severním Mexiku je sbírán pryšec kandelilla Euphorbia antisiphylitica a je z něj získáván kandelillový vosk. Velmi důležitou rostlinou byl v minulosti kaučukovník (Hevea, zvláště Hevea brasiliensis). Dnes se pěstuje především v Asii.
Extrakty z bylinných zástupců rodu smuteň (Phyllanthus) jsou zkoumány z hlediska léčení hepatitidy.
Jedovatá šťáva v kmeni hury chřestivé zabraňuje hnití dřeva, které je proto v Amazonii hojně využíváno ke stavbě plovoucích domů.
Mnoho druhů čeledi pryšcovité je využíváno jako okrasné rostliny, především v teplých krajích. Mezi známé pokojové rostliny patří např. vánoční hvězda (pryšec nádherný, Euphorbia pulcherrima), trnová koruna (Euphorbia milii), různé druhy kodieum (Codiaeum) a palnice (Acalypha).
Z plodů čínského tungovníku Aleurites fordii se získává tzv. tunkový olej, velmi ceněný pro povrchovou úpravu dřeva.

## Seznam rodů
Acalypha,
Acidocroton,
Acidoton,
Actinostemon,
Adelia,
Adenochlaena,
Adenocline,
Adenopeltis,
Adenophaedra,
Adriana,
Afrotrewia,
Agrostistachys,
Alchornea,
Alchorneopsis,
Aleurites,
Algernonia,
Alphandia,
Amperea,
Amyrea,
Angostylis,
Annesijoa,
Anomostachys,
Anthostema,
Aparisthmium,
Argomuellera,
Argythamnia,
Astraea,
Astrococcus,
Aubletiana,
Avellanita,
Balakata,
Baliospermum,
Baloghia,
Benoistia,
Bernardia,
Bertya,
Beyeria,
Bia,
Blachia,
Blumeodendron,
Bocquillonia,
Bonania,
Borneodendron,
Bossera,
Botryophora,
Brasiliocroton,
Calycopeplus,
Caperonia,
Caryodendron,
Cavacoa,
Cephalocroton,
Cephalocrotonopsis,
Cephalomappa,
Cheilosa,
Chiropetalum,
Chlamydojatropha,
Chondrostylis,
Chrozophora,
Cladogelonium,
Cladogynos,
Claoxylon,
Claoxylopsis,
Cleidiocarpon,
Cleidion,
Clonostylis,
Cnesmone,
Cnidoscolus,
Cocconerion,
Codiaeum,
Colliguaja,
Colobocarpos,
Conceveiba,
Conosapium,
Croton,
Crotonogyne,
Crotonogynopsis,
Cyrtogonone,
Cyttaranthus,
Dalechampia,
Dalembertia,
Dendrocousinsia,
Dendrothrix,
Deutzianthus,
Dichostemma,
Dimorphocalyx,
Discoclaoxylon,
Discocleidion,
Discoglypremna,
Ditaxis,
Ditrysinia,
Ditta,
Dodecastigma,
Doryxylon,
Droceloncia,
Dysopsis,
Elateriospermum,
Endospermum,
Enriquebeltrania,
Epiprinus,
Erismanthus,
Erythrococca,
Euphorbia,
Excoecaria,
Falconeria,
Fontainea,
Garcia,
Garciadelia,
Gitara,
Givotia,
Glycydendron,
Gradyana,
Grimmeodendron,
Grossera,
Gymnanthes,
Haematostemon,
Hamilcoa,
Hancea,
Hevea,
Hippomane,
Homalanthus,
Homonoia,
Hura,
Hylandia,
Jatropha,
Joannesia,
Karima,
Klaineanthus,
Koilodepas,
Lasiococca,
Lasiocroton,
Leeuwenbergia,
Leidesia,
Leucocroton,
Lobanilia,
Mabea,
Macaranga,
Mallotus,
Manihot,
Manniophyton,
Maprounea,
Mareya,
Mareyopsis,
Megistostigma,
Melanolepis,
Mercurialis,
Micrandra,
Micrandropsis,
Micrococca,
Microstachys,
Mildbraedia,
Monotaxis,
Moultonianthus,
Muricococcum,
Myricanthe,
Nealchornea,
Necepsia,
Neoboutonia,
Neoguillauminia,
Neoscortechinia,
Neoshirakia,
Oligoceras,
Omphalea,
Ophellantha,
Ophthalmoblapton,
Orfilea,
Ostodes,
Pachystroma,
Pachystylidium,
Pantadenia,
Paracroton,
Paranecepsia,
Pausandra,
Philyra,
Pimelodendron,
Plagiostyles,
Platygyna,
Pleradenophora,
Plukenetia,
Podadenia,
Pseudagrostistachys,
Pseudosenefeldera,
Ptychopyxis,
Pycnocoma,
Radcliffea,
Reutealis,
Rhodothyrsus,
Ricinocarpos,
Ricinodendron,
Ricinus,
Rockinghamia,
Romanoa,
Sagotia,
Sampantaea,
Sandwithia,
Sapium,
Schinziophyton,
Sclerocroton,
Sebastiania,
Seidelia,
Senefeldera,
Senefelderopsis,
Shirakiopsis,
Shonia,
Spathiostemon,
Spegazziniophytum,
Speranskia,
Sphaerostylis,
Sphyranthera,
Spirostachys,
Stillingia,
Strophioblachia,
Sumbaviopsis,
Suregada,
Syndyophyllum,
Tannodia,
Tapoides,
Tetrorchidium,
Thyrsanthera,
Tragia,
Tragiella,
Triadica,
Trigonostemon,
Vaupesia,
Vernicia,
Wetria,
Zuckertia